# マイケル・メルカド
デイビッド・マイケル・メルカド（David Michael Mercado , 1999年4月15日 - ）は、アメリカ合衆国サウスカロライナ州グリーンビル出身のプロ野球選手（投手）。右投右打。MLBのフィラデルフィア・フィリーズ所属。

## 経歴

### プロ入りとレイズ傘下時代
2017年MLBドラフト2巡目でタンパベイ・レイズから指名を受け、プロ入り。
2018年後半、尺骨側副靭帯の断裂のためトミー・ジョン手術を受けた。その影響で、2019年シーズンは全休した。
2020年はCOVID-19の感染拡大の影響で、マイナーリーグは開催されなかった。
2021年にA+級ボーリンググリーン・ホットロッズで復帰した。プレーし、70.2回を投げ防御率5.35を記録した。
2022年はAA級モンゴメリー・ビスケッツでプレーし、102.2回を投げ防御率4.93を記録した。
2023年はAA級モンゴメリーとAAA級ダーラム・ブルズでプレーし、2階級を通して防御率4.79を記録した。

### フィリーズ時代
2023年11月6日にアダム・レバレットと金銭のトレードで、フィラデルフィア・フィリーズに移籍し、40人枠に加わった。AAA級リーハイバレー・アイアンピッグスで2024年シーズン開幕を迎えるも、同年6月23日にメジャー昇格した。7月2日に初先発し、MLB初勝利を記録した。

## 詳細情報

### 背番号
- 43（2024年 - ）